# Oleg Blokhine
Pour les articles homonymes, voir Blokhine.
Oleg Vladimirovitch Blokhine (en russe : Олег Владимирович Блохин) ou Oleh Volodymyrovytch Blokhine (en ukrainien : Олег Володимирович Блохін), né le 5 novembre 1952 à Kiev en Ukraine (alors en URSS), est un joueur et entraîneur de football ukrainien. 
Évoluant au poste d'attaquant, Oleg Blokhine est considéré comme l'un des meilleurs footballeurs de l'histoire de l'Union soviétique. Il est en 1975 le deuxième footballeur soviétique à remporter le Ballon d'or récompensant le meilleur footballeur européen, après le gardien de but Lev Yachine. Il est le meilleur buteur de l'histoire du Dynamo Kiev.
Il devient entraîneur à partir de 1990 et dirige divers clubs grecs, russes et ukrainiens. Sélectionneur de l'Ukraine dans les années 2000, il mène son équipe en quart de finale de la Coupe du monde 2006.

## Biographie

### Carrière sportive

#### Joueur

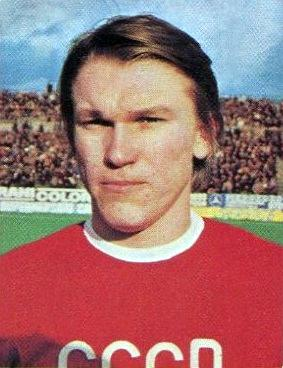
Oleg Blokhine en 1978, sous le maillot national.

Né à Kiev dans la république socialiste soviétique d'Ukraine, l'une des 15 provinces de l'époque de l'URSS, Oleg Blokhine a des origines ukrainienne par sa mère (Ekaterina Adamenko, championne d'URSS du 80 m) et russes par son père (natif de Moscou). Il est élevé dans un kolkhoze. Il mesure 1,80 m pour 75 kg.
En 1969, il rejoint les rangs du Dynamo Kiev, club dans lequel il jouera pendant pratiquement toute sa carrière, remportant 8 titres de Champion d'URSS et 5 Coupes d'URSS. Il jouera 432 matchs et marquera 211 buts sous les couleurs du club ukrainien (record de buts dans le championnat d'U.R.S.S.). 
Joueur rapide, aux dribbles courts et au sens du but très développé, Oleg Blokhine permit au Dynamo Kiev de remporter 2 Coupes des Coupes à plus de dix ans d'intervalle en 1975 et 1986. En 1975, à seulement 23 ans, il est nommé Footballeur européen de l'année devant des joueurs comme Franz Beckenbauer ou Johan Cruyff, après l'excellent parcours du Dynamo Kiev en Coupe des Coupes.
Dans sa jeunesse, il aura la chance de participer aux Jeux olympiques de 1972 et de 1976 où la sélection russe finira d'ailleurs avec la médaille de bronze lors de ces deux éditions. Sélectionné depuis 1972 en équipe nationale d'URSS, il a participé à 2 Coupes du monde en 1982 et 1986. Recordman des sélections de l'URSS, avec 112 sélections et 42 buts (ainsi qu'une sélection avec l'équipe d'Europe, face à celle de la FIFA en 1982), il a connu une carrière longue qui s'est arrêtée en sélection en 1988.  La Perestroïka lui a permis d'aller jouer à l'étranger où il signa une saison au Vorwärts Steyr en Autriche, avant de prendre sa retraite au Aris Limassol dans le championnat chypriote.

#### Entraîneur
Après diverses expériences en club, notamment en Grèce, il est nommé sélectionneur de l'équipe d'Ukraine de football en mars 2003 et il conduit la sélection jusqu'en 1/4 de finale de la Coupe du monde 2006. 
En 2007-2008, il est l'entraîneur du FK Moscou (Russie). Il est de nouveau nommé sélectionneur en 2011 mais démissionne le 28 septembre 2012 pour ne pas cumuler avec sa nouvelle fonction d’entraîneur du Dynamo Kiev. Il est démis de ses fonctions en avril 2014.

#### Statistiques
| Saison                | Club                  | Championnat           | Championnat | Championnat | Coupe(s) nationale(s) | Coupe(s) nationale(s) | Compétition(s) continentale(s) | Compétition(s) continentale(s) | Compétition(s) continentale(s) | Union soviétique | Union soviétique | Total | Total |
| Saison                | Club                  | Division              | M.          | B.          | M.                    | B.                    | Comp.                          | M.                             | B.                             | M.               | B.               | M.    | B.    |
| 1969                  | Dynamo Kiev           | D1                    | 1           | 0           | -                     | -                     | -                              | -                              | -                              | -                | -                | 1     | 0     |
| 1970                  | Dynamo Kiev           | D1                    | -           | -           | 1                     | 0                     | -                              | -                              | -                              | -                | -                | 1     | 0     |
| 1971                  | Dynamo Kiev           | D1                    | 1           | 0           | -                     | -                     | -                              | -                              | -                              | -                | -                | 1     | 0     |
| 1972                  | Dynamo Kiev           | D1                    | 27          | 14          | 2                     | 0                     | C1                             | 4                              | 1                              | 9                | 8                | 42    | 23    |
| 1973                  | Dynamo Kiev           | D1                    | 29          | 18          | 8                     | 4                     | C1+C3                          | 2+5                            | 0+1                            | 10               | 1                | 54    | 24    |
| 1974                  | Dynamo Kiev           | D1                    | 29          | 20          | 4                     | 3                     | C2                             | 4                              | 3                              | 3                | 0                | 40    | 26    |
| 1975                  | Dynamo Kiev           | D1                    | 28          | 18          | -                     | -                     | C2+SC+C1                       | 5+2+4                          | 1+3+1                          | 7                | 2                | 46    | 25    |
| 1976                  | Dynamo Kiev           | D1                    | 19          | 8           | 1                     | 0                     | C1+C1                          | 2+4                            | 1+2                            | 12               | 4                | 38    | 15    |
| 1977                  | Dynamo Kiev           | D1                    | 29          | 17          | 4                     | 2                     | C1+C3                          | 4+2                            | 0                              | 10               | 4                | 49    | 23    |
| 1978                  | Dynamo Kiev           | D1                    | 26          | 13          | 8                     | 4                     | C1                             | 4                              | 0                              | 10               | 6                | 48    | 23    |
| 1979                  | Dynamo Kiev           | D1                    | 24          | 17          | 6                     | 1                     | C3                             | 4                              | 1                              | 5                | 1                | 39    | 20    |
| 1980                  | Dynamo Kiev           | D1                    | 33          | 19          | 7                     | 3                     | C3                             | 2                              | 0                              | 2                | 1                | 44    | 23    |
| 1981                  | Dynamo Kiev           | D1                    | 29          | 19          | 8                     | 3                     | C1                             | 4                              | 1                              | 6                | 5                | 47    | 28    |
| 1982                  | Dynamo Kiev           | D1                    | 24          | 10          | 3                     | 0                     | C1+C1                          | 2+2                            | 0                              | 9                | 2                | 40    | 12    |
| 1983                  | Dynamo Kiev           | D1                    | 31          | 10          | 1                     | 0                     | C1+C1                          | 2+2                            | 0                              | 9                | 5                | 45    | 15    |
| 1984                  | Dynamo Kiev           | D1                    | 30          | 10          | 3                     | 1                     | -                              | -                              | -                              | 3                | 1                | 36    | 12    |
| 1985                  | Dynamo Kiev           | D1                    | 29          | 12          | 5                     | 2                     | C2                             | 4                              | 1                              | 4                | 0                | 42    | 15    |
| 1986                  | Dynamo Kiev           | D1                    | 23          | 2           | 3                     | 2                     | C2+C2                          | 5+3                            | 3+3                            | 11               | 2                | 45    | 12    |
| 1987                  | Dynamo Kiev           | D1                    | 20          | 4           | 10                    | 8                     | C2+SC+C1                       | 4+1+2                          | 3+0+0                          | 1                | 0                | 38    | 15    |
| Sous-total            | Sous-total            | Sous-total            | 432         | 211         | 74                    | 33                    | -                              | 79                             | 25                             | 111              | 42               | 696   | 311   |
| 1987-1988             | Vorwärts Steyr        | D1                    | 13          | 5           | 1                     | 0                     | -                              | -                              | -                              | -                | -                | 14    | 5     |
| 1988-1989             | Vorwärts Steyr        | D1                    | 28          | 4           | 3                     | 1                     | -                              | -                              | -                              | 1                | 0                | 32    | 5     |
| Sous-total            | Sous-total            | Sous-total            | 41          | 9           | 4                     | 1                     | -                              | -                              | -                              | 1                | 0                | 46    | 10    |
| 1989-1990             | Aris Limassol         | D1                    | 22          | 5           | 6                     | 2                     | -                              | -                              | -                              | -                | -                | 28    | 7     |
| Total sur la carrière | Total sur la carrière | Total sur la carrière | 495         | 225         | 84                    | 36                    | -                              | 79                             | 25                             | 112              | 42               | 770   | 328   |

### Politique
En 1998, il fut élu à la Verkhovna Rada pour Hromada. Il a rejoint le parti politique Hromada alors qu'il était encore membre du Parti communiste d'Ukraine. En 2002, il fut réélu pour un second mandat. En octobre 2002, il a rejoint le Parti social-démocrate d'Ukraine.

### Famille
Il est marié avec la multimédaillée Iryna Deriouhuina et ont une fille Iryna connue comme Ireesha.

## Palmarès
Dynamo Kiev

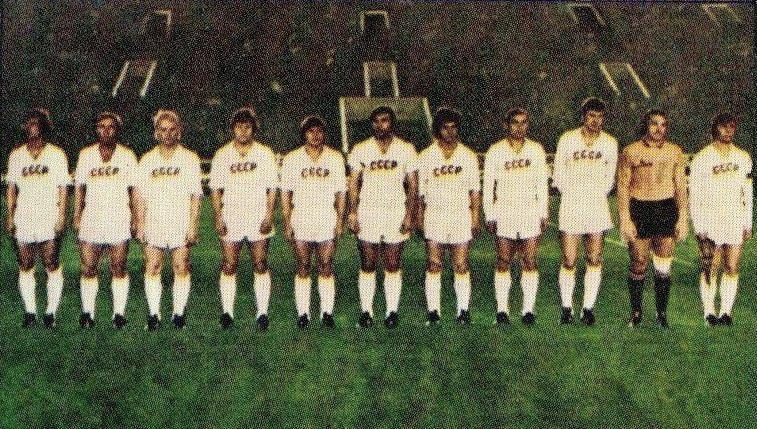
L'équipe d'URSS, troisième du tournoi olympique en 1976.

- Vainqueur de la Supercoupe d'Europe en 1975.
- Vainqueur de la Coupe des vainqueurs de coupe en 1975 et 1986.
- Champion d'Union soviétique en 1971, 1974, 1975, 1977, 1980, 1981, 1985 et 1986.
- Vainqueur de la Coupe d'Union soviétique  en 1974, 1978, 1982, 1985 et 1987.

 Union soviétique
- Médaillé de bronze aux Jeux olympiques en 1972 et 1976 avec la sélection olympique.

Distinctions individuelles
- Meilleur buteur de la Coupe des vainqueurs de coupe en 1986 (5 buts)
- Meilleur buteur du championnat d'Union soviétique en 1972 (14 buts), 1973 (18 buts), 1974 (20 buts), 1975 (18 buts) et 1977 (17 buts).
- Élu Ballon d'Or en 1975.
- Élu meilleur joueur soviétique de l'année en 1973, 1974 et 1975.
- Élu meilleur joueur ukrainien en 1972, 1973, 1974, 1975, 1976, 1977, 1978, 1980 et 1981.
- Élu Joueur en or de l'UEFA pour l'Ukraine en 2004.
- Reconnu légende nationale d'Ukraine[réf. nécessaire].